# Roter Knopf
Roter Knopf är ett berg i Österrike.   Det ligger i distriktet Spittal an der Drau och förbundslandet Kärnten, i den centrala delen av landet, 300 km sydväst om huvudstaden Wien. Toppen på Roter Knopf är 3 281 meter över havet, eller 798 meter över den omgivande terrängen. Bredden vid basen är 16,2 km.
Terrängen runt Roter Knopf är huvudsakligen bergig, men den allra närmaste omgivningen är kuperad. Närmaste större samhälle är Matrei in Osttirol, 15,5 km väster om Roter Knopf. 
Trakten runt Roter Knopf består i huvudsak av gräsmarker. Runt Roter Knopf är det ganska glesbefolkat, med 27 invånare per kvadratkilometer.